# Pál Kovács
Pál Ádám Kovács (Debrecen, 17 luglio 1912 – Budapest, 8 luglio 1995) è stato uno schermidore ungherese, vincitore di sei medaglie d'oro ed una di bronzo nella scherma ai giochi olimpici.
Era il padre di Attila Kovács e di Tamás Kovács.